# Schnellfahrstrecke Madrid–Toledo
| Zug der Baureihe 112 am Bahnhof Toledo |                      |                                          |                                          |
| Streckenlänge: | 21 km                |                                          |                                          |
| Spurweite: | 1435 mm (Normalspur) |                                          |                                          |
| Stromsystem: | 25 kV, 50 Hz ~       |                                          |                                          |
| Maximale Neigung: | 27,5 ‰               |                                          |                                          |
| Minimaler Radius: | 1000 m               |                                          |                                          |
| Streckengeschwindigkeit: | 300 bzw. 270 km/h    |                                          |                                          |
| |                      |                                          |                                          |
| \| \| 53,727 \| Übf La Sagra Strecke nach Sevilla/Málaga \| Übf La Sagra Strecke nach Sevilla/Málaga \| \| \| \| Tajo (1602 m) \| \| \| \| \| Bahnhof Toledo \| \| |                      |                                          |                                          |
| Abzweig geradeaus und nach links | 53,727               | Übf La Sagra Strecke nach Sevilla/Málaga | Übf La Sagra Strecke nach Sevilla/Málaga |
| Brücke über Wasserlauf |                      | Tajo (1602 m)                            | Tajo (1602 m)                            |
| Kopfbahnhof Streckenende |                      | Bahnhof Toledo                           | Bahnhof Toledo                           |

Die Schnellfahrstrecke Madrid–Toledo (spanisch Línea de Alta Velocidad Madrid–Toledo, kurz LAV Madrid–Toledo) ist eine Eisenbahn-Schnellfahrstrecke in Spanien. Sie schließt Toledo, die Hauptstadt der autonomen Provinz Kastilien-La Mancha, an das spanische Hochgeschwindigkeitsnetz an.
Die 20,5 km lange Strecke zweigt bei La Sagra (Streckenkilometer 53) von der Schnellfahrstrecke Madrid–Sevilla ab.
Das 8,8 km lange, Y-förmige niveaufreie Abzweigsystem ist mit 220 km/h befahrbar. Auf der 21 Kilometer langen Strecke liegt die Streckenhöchstgeschwindigkeit bei 270 km/h. Die Strecke endet im Bahnhof Toledo.
Die Strecke wurde am 15. November 2005 eröffnet. Sie ersetzt eine vom Bahnhof Castillejo-Añover an der alten Hauptstrecke Madrid–Sevilla ausgehende Breitspurstrecke, die von Regionalzügen bedient und zu Beginn der Bauarbeiten geschlossen wurde. Das auffälligste Bauwerk ist das 1602 Meter lange Viadukt über den Tajo. Durchgehende Züge benötigen für die Fahrt 35 Minuten. an der Strecke liegt nordöstlich von Villaseca de la Sagra das Reparaturwerk der RENFE für Hochgeschwindigkeitszüge.

## Technik
Die Überhöhung liegt bei bis zu 160 mm.